# ام‌جی جی‌تی
ام‌جی جی‌تی یک خودروی کامپکت است که توسط سایک موتور و با برند ام‌جی تولید شده‌است.

## نسل اول (۲۰۱۴)

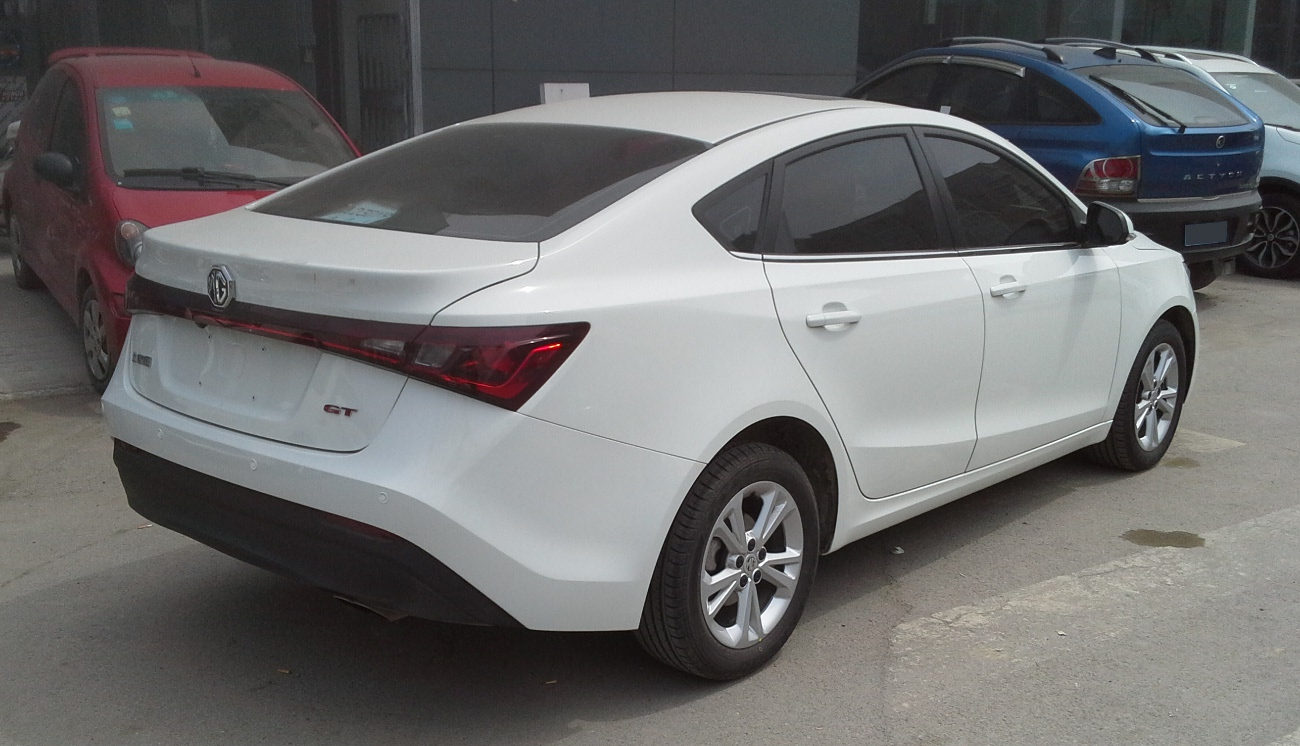
ام‌جی جی‌تی (نمای عقب)

در ژوئیه ۲۰۱۴، ام‌جی محصولات خود را با یک سدان جمع و جور به نام جی‌تی که بر اساس هاچ‌بک ام‌جی ۵ ساخته شده و به عنوان نسخه سه جعبه آن با طراحی بدنه جداگانه توسعه داده شد، گسترش داد. این خودرو دارای بدنه‌ای پیشتاز با چراغ‌های جلویی با شکل تهاجمی و همچنین یک خط سقف با شیب ملایم به سمت عقب است که توسط یک نوار یک تکه از چراغ‌ها که تمام عرض بدنه را گسترش می‌دهد، جدا می‌شود. در محفظه سرنشین، ام‌جی نسبت به بدنه، طراحی ملایم تری را اعمال کرده که توسط یک کنسول مرکزی عظیم که توسط نمایشگر سیستم چندرسانه‌ای در مرکز هدایت می‌شود. این دستگاه مجهز به سیستم اطلاعات سرگرمی و همچنین قابلیت اتصال به ۳جی، اینترنت و تلویزیون ماهواره‌ای است. علاوه بر کنترل صفحه نمایش، عملکرد را از طریق پنل دکمه‌ای امکان‌پذیر می‌کند.
در ابتدا جی‌تی فقط با موتور چهار سیلندر بنزینی ۱٫۴ لیتری ۱۵۴ اسب بخاری عرضه می‌شد؛ ولی در سال ۲۰۱۵، یک موتور ۱٫۵ لیتری با قدرت ۱۰۹ اسب بخار و یک موتور قدرتمندتر توربوشارژر در حال توسعه با قدرت ۱۲۹ اسب بخار نیز برای آن در دسترس قرار گرفتند.

### بازارها
جی‌تی برای بازار چین ساخته شد، جایی که فروش آن در نوامبر ۲۰۱۴ آغاز شد. علاوه بر این، تولید و فروش این خودرو در تایلند در سال ۲۰۱۵ و با نام ام‌جی ۵ آغاز شد. همچنین در سال ۲۰۱۶، این خودرو به شیلی صادر شد. در ۳۰ شهریور ۱۳۹۵، شرکت مدیا موتور این خودرو را در ایران رونمایی کرد.
تولید جی‌تی ۵ سال به طول انجامید و در نیمه اول سال ۲۰۱۹ به پایان رسید. یک سال بعد، ام‌جی سدان کامپکت جدیدی را در قالب نسل دوم مدل ۵ معرفی کرد.

## نسل دوم (۲۰۲۱)
نسل دوم ام‌جی جی‌تی نمونه تغییریافته نسل دوم ام‌جی ۵ برای بازار خاورمیانه است.